# Haberlea
Haberlea é um género botânico pertencente à família Gesneriaceae.

## Espécies
| - Haberlea affinis - Haberlea dentata - Haberlea divaricata - Haberlea ferdinandi - Haberlea ferdinandi-coburgii | - Haberlea heldreichii - Haberlea pinnata - Haberlea rhodopensis - Haberlea sperguloides |